# Cisteamina
La cisteamina, llamada también 2-aminoetanotiol, 2-mercaptoetilamina o mercaptamina, es un compuesto orgánico de fórmula molecular C2H7NS.
Es el aminotiol estable más sencillo.

## Propiedades físicas y químicas
La cisteamina es un sólido de color blanco de olor desagradable. Alcanza el punto de fusión a 95 °C y al aumentar la temperatura se descompone antes de llegar al punto de ebullición.
Es un compuesto estable si bien es incompatible con agentes oxidantes enérgicos.
Es soluble en agua, metanol, etanol y dimetil sulfóxido. El valor del logaritmo de su coeficiente de reparto, logP = 0,028, indica que su solubilidad en disolventes hidrófilos e hidrófobos es semejante.

## Síntesis y utilización
La cisteamina puede ser producida por la reacción de etilamina con sulfuro de hidrógeno:
(NHCH2CH2) + H2S → HSCH2CH2NH2
Se utiliza en forma de sal clorhidrato, ya que fácilmente se oxida al disulfuro correspondiente en presencia de aire. La parte amina de la molécula actúa como catalizador de esta reacción:
4 HSCH2CH2NH2 + O2 → 2 NH2CH2CH2SSCH2CH2NH2 + 2 H2O

## Uso en medicina y farmacia
La cisteamina convierte la cistina —dímero del aminoácido cisteína— en cisteína y sulfuro mixto de cisteína-cisteamina. 
Este aminotiol rompe el enlace disulfuro de la cistina, generando estas nuevas moléculas que pueden atravesar la membrana lisosomal en pacientes con cistinosis y cistinuria.
En la forma nefropática de estas enfermedades, la acumulación de cristales de cistina produce daños en diferentes órganos, especialmente en el riñón.
Bajo diversos nombres comerciales, la cisteamina —en forma de sal como bitartrato y clorhidrato— se utiliza en el tratamiento de este tipo de trastornos.
La cisteamina también se utiliza para el tratamiento por envenenamiento por radiación, pudiéndose administrar por vía intravenosa o por vía oral.
Asimismo, en el cuerpo humano se usa para producir la esencial coenzima A mediante la combinación con ácido pantoténico y adenosín trifosfato.

## Precauciones
Entre los síntomas de sobredosis por cisteamina cabe citar convulsiones, aumento de la sed y un inusual cansancio o debilidad.
En este supuesto, aunque no se conoce un antídoto específico, debe considerarse la hemodiálisis, ya que la cisteamina está muy poco ligada a las proteínas del plasma.